# Arthur Stille

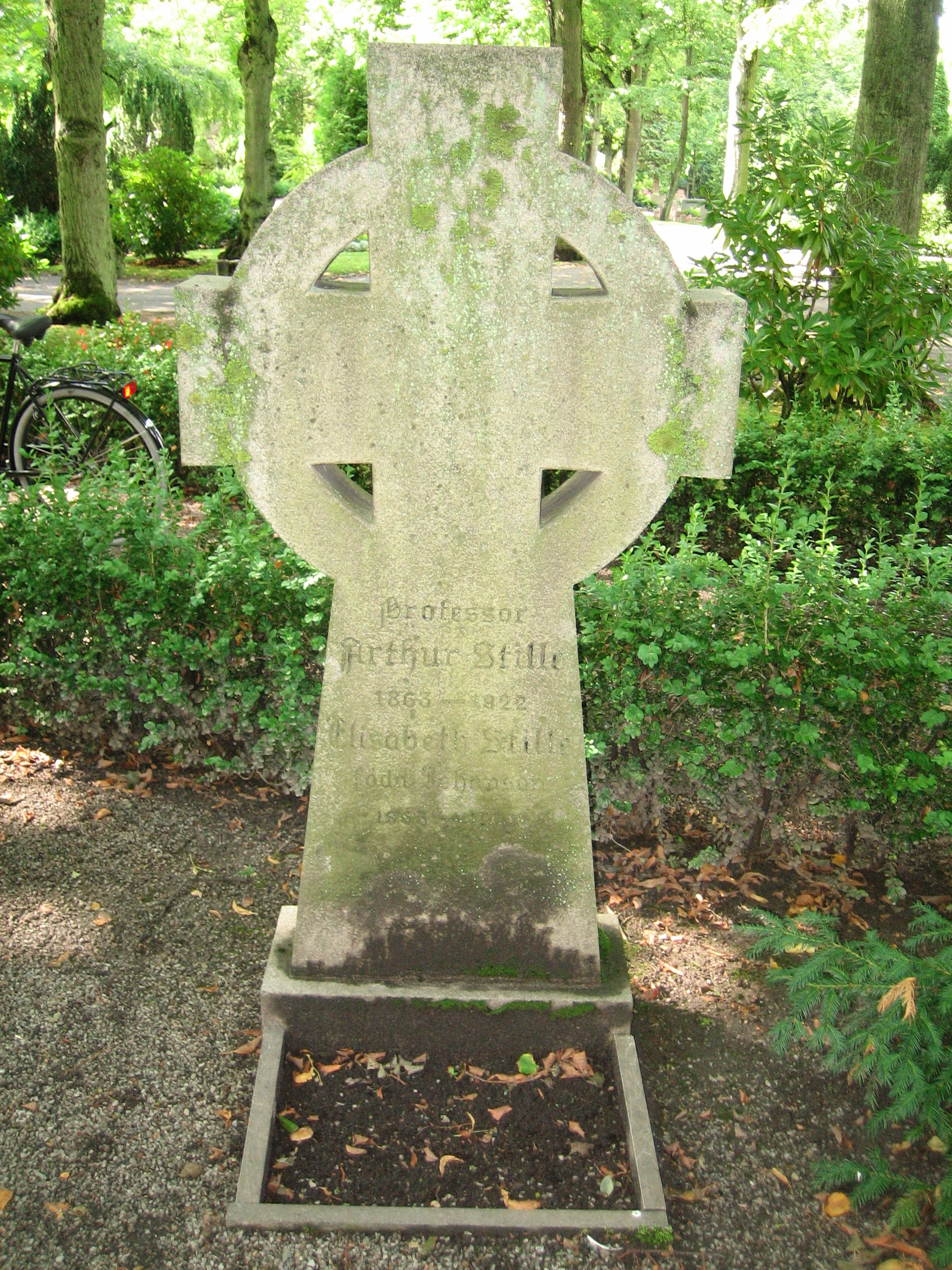
Arthur Stilles grav på Norra kyrkogården i Lund.

Arthur Gustaf Henrik Stille, född den 16 juli 1863 i Osby, död den 19 april 1922 i Lund, var en svensk historiker.
Stille disputerade filosofie doktorsgrad i Lund med Studier öfver Danmarks politik under Karl XII:s polska krig. År 1892 blev han docent och lärare vid Lunds privata elementarskola, 1905 blev han lektor vid Lunds högre allmänna läroverk (nuvarande Katedralskolan) och professor i historia vid Lunds universitet 1906.
Stille skrev med början 1898 flera historiska studier om krigshändelser i Skåne under skilda tider. Han betraktades i sin tids som en framstående krigshistoriker, vars banbrytande resultat baserade sig på bland annat på att han klarlade de topografiska realiteter som varit för handen i de olika skendena.  I forskning om Karl XII räknas han till den så kallade nya skolan. Hans Carl XII:s fälttågsplaner 1707–1709 (1908) sågs som en epokgörande grundval för senare forskningar. Stille hann aldrig fullfölja ett verk om Karl XII:s turkiska år, ett arbete som han ägnat omfattande förstudier. 
Stille var sekreterare för Karolinska förbundet från 1910 och redaktör för Karolinska förbundets årsbok. Under sin studenttid var Stille engagerad i karnevalskommittéer och var medförfattare till det tidiga lundaspexet Gerda. Han var ordförade i Lunds studentkår 1899.
Stille är begraven på Norra kyrkogården i Lund.

### Redaktör
- Karolinska officerares tjänsteförteckningar. Historiska handlingar, 0347-9579 ; 18:3. Stockholm: [Nord. bokh.]. 1901. Libris 488676. https://litteraturbanken.se/f%C3%B6rfattare/StilleA/titlar/KarolinskaOfficerare/sida/9/faksimil?om-boken